# Zębowłos cylindryczny
Zębowłos cylindryczny (Trichostomum tenuirostre (Hook. & Taylor) Lindb.) – gatunek mchów należący do rodziny płoniwowatych (Pottiaceae Schimp.). Szeroko rozpowszechniony w strefie umiarkowanej i wyższych położeniach strefy tropikalnej, sięgając do Arktyki. W Polsce podawany np. z województwa śląskiego, opolskiego, pasma Gorców.

## Systematyka i nazewnictwo
Synonimy: Barbula wollei Austin, Didymodon cuspidatus Dozy & Molk., Didymodon tenuirostris (Hook. & Taylor) Wilson, Didymodon wollei (Austin) Austin, Oxystegus cylindricus (Bruch ex Brid.) Hilp., Oxystegus tenuirostris (Hook. & Taylor) A.J.E. Sm., Tortella cylindrica (Bruch ex Brid.) Loeske, Tortella tenuirostris (Hook. & Taylor) C.E.O. Jensen, Tortula cylindrotheca Mitt., Trichostomum schlimii Müll. Hal., Trichostomum syrrhopodontoides Herzog, Weissia cylindrica Bruch ex Brid., Weissia tenuirostris Hook. & Taylor.
Taksony niższego rzędu:
- Trichostomum tenuirostre var. gemmiparum (Schimp.) R.H. Zander

## Zagrożenia
Gatunek został wpisany na czerwoną listę mszaków województwa śląskiego z kategorią zagrożenia LC (najmniejszej troski, stan na 2011 r.), w województwie opolskim z kategorią I (o nieokreślonym zagrożeniu, 2006 r.), w Czechach nadano mu kategorię LC-att (najmniejszej troski, lecz wymagające uwagi, 2005 r.), na Słowacji kategorię NT (bliski zagrożenia, 2001 r.).